# Намибија на Светском првенству у атлетици на отвореном 2015.
Намибија је учествовала на Светском првенству у атлетици на отвореном 2015. одржаном у Пекингу од 22. до 30. августа тринаести пут. Репрезентацију Намибије представљала су два учесника (1 мушкарац и 1 жена) који су се такмичили у две дисциплине.,
На овом првенству Намибија није освојила ниједну медаљу, али је постигнут један лични резултат сезоне.

## Учесници
| Мушкарци: - Јоханес Хардус Мариц — 400 м | Жене: - Беата Најгамбо — Маратон |  |

## Резултати

### Мушкарци
| Атлетичар            | Дисциплина | Лични рекорд | Квалификације | Квалификације | Полуфинале           | Полуфинале           | Финале               | Финале       | Детаљи                                   |
| Атлетичар            | Дисциплина | Лични рекорд | Резултат      | Место         | Резултат             | Место                | Резултат             | Место        | Детаљи                                   |
| -------------------- | ---------- | ------------ | ------------- | ------------- | -------------------- | -------------------- | -------------------- | ------------ | ---------------------------------------- |
| Јоханес Хардус Мариц | 400 м      | 50,14        | 51,10         | 8. у гр 4     | Није се квалификовао | Није се квалификовао | Није се квалификовао | 37 / 40 (44) | Архивирано на веб-сајту (29. април 2018) |

### Жене
| Атлетичарка    | Дисциплина | Лични рекорд | Квалификације | Квалификације | Полуфинале | Полуфинале | Финале             | Финале             | Детаљи |
| Атлетичарка    | Дисциплина | Лични рекорд | Резултат      | Место         | Резултат   | Место      | Резултат           | Место              | Детаљи |
| -------------- | ---------- | ------------ | ------------- | ------------- | ---------- | ---------- | ------------------ | ------------------ | ------ |
| Беата Најгамбо | Маратон    | 2:27:28      |               |               |            |            | Није завршила трку | Није завршила трку |        |